# Il segreto nero
Il segreto nero (The Black Secret) è un serial in 15 episodi del 1919 diretto da George B. Seitz e interpretato da Pearl White. Tra gli altri attori, lo stesso regista e anche Wallace McCutcheon Jr., il marito di Pearl White. Il serial uscì nelle sale il 9 novembre 1919. Il soggetto era tratto da una storia di Robert W. Chambers, uno scrittore di New York i cui lavori vennero adattati per una trentina di film prodotti dal 1908 fino al 1935.

## Produzione
Il film fu prodotto dallo stesso regista, con una compagnia dal nome George B. Seitz Productions.

## Distribuzione
Il serial fu distribuito dalla Pathé Exchange che lo fece uscire nelle sale nel novembre 1919 (il primo episodio uscì il 9 novembre). Il film è considerato presumibilmente perduto.

### Date di uscita
IMDb
- USA	9 novembre 1919	 The Great Secret (episodio 1)
- USA	16 novembre 1919 Marked for Death (episodio 2)
- USA	23 novembre 1919 The Gas Chamber (episodio 3)
- USA	30 novembre 1919 Below the Waterline (episodio 4)
- USA	7 dicembre 1919	 The Acid Bath (episodio 5)
- USA	14 dicembre 1919 The Unknown (episodio 6)
- USA	21 dicembre 1919 The Betrayal (episodio 7)
- USA	28 dicembre 1919 A Crippled Hand (episodio 8)
- USA	4 gennaio 1920	 Woes of Deceit (episodio 9)
- USA	11 gennaio 1920	The Inn of Dread (episodio 10)
- USA	18 gennaio 1920	The Death Studio (episodio 11)
- USA	25 gennaio 1920	The Chance Trail (episodio 12)
- USA	1º febbraio 1920	Wings of Mystery (episodio 13)
- USA	8 febbraio 1920	 The Hidden Way (episodio 14)
- USA	15 febbraio 1920 The Secret Host (episodio 15)